# The Happening (sång)
The Happening är en låt lanserad av The Supremes 1967. Den är skriven av låtskrivartrion Holland-Dozier-Holland och Frank DeVol. Den skrevs speciellt för en film med samma namn som floppade. Låten blev däremot framgångsrik och blev Supremes tionde singel att nå toppen på Billboard Hot 100. Låten var den sista som gavs ut under gruppnamnet "The Supremes", innan man med nästa singel började kalla gruppen "Diana Ross & the Supremes". Det var också bland de sista Supremes-inspelningar där Florence Ballard medverkade.
Låten spelades in på svenska av Siw Malmkvist med text av Robban Broberg och fick då titeln "En hipp häpp happening".

## Listplaceringar
| Lista (1967)   | Position              |
| -------------- | --------------------- |
| Australien     | 7 (Go Set)            |
| Danmark        | 10 (DR "Top 20")      |
| Finland        | 25                    |
| Irland         | 10                    |
| Kanada         | 2                     |
| Nederländerna  | 5                     |
| Nya Zeeland    | 14 (NZ Listner)       |
| Storbritannien | 6                     |
| Sverige        | 12 (Kvällstoppen)     |
| Sverige        | 3 (Tio i topp)        |
| USA            | 1 (Billboard Hot 100) |
| Vallonien      | 46                    |